# .mm
.mm is het achtervoegsel van het land Myanmar, voorheen Birma. Tot 1998 was de ISO 3166-1 codering .bu, maar dit is nooit als domeinnaamextensie geactiveerd.
van 1997 tot 2002 werd een mm nameserver geëxploiteerd door Internet provider Digiserve in Engeland.
In 2002 werden de nameservers gehackt door hacktivisten die strijden voor een democratisch Myanmar.
In 2005 werd het beheer over nic.mm overgenomen door het Ministerie van Communicatie, Posterijen en Telegrafie. Registratie (alleen beschikbaar voor in Myanmar gevestigde bedrijven) moet rechtstreeks bij het ministerie.